# Robert N. Bradbury
Pour les articles homonymes, voir Bradbury.
Robert North Bradbury (né le 23 mars 1886 à Walla Walla, dans l'État de Washington, aux États-Unis et mort le 24 novembre 1949 à Glendale, aux États-Unis) est un réalisateur, scénariste, producteur, compositeur, acteur et monteur américain.

## Filmographie

### Comme réalisateur
- 1918 : The Wooing of Riley
- 1918 : The Heir of the Broken O
- 1918 : Rose of Wolfville
- 1918 : The Iron Test (pt)
- 1919 : Perils of Thunder Mountain (pt)
- 1919 : The Faith of the Strong
- 1919 : The Last of His People
- 1920 : Into the Light (it)
- 1920 : The Adventures of Bob and Bill (en)
- 1921 : Beyond the Trail
- 1921 : The Impostor (en)
- 1921 : The Death Trap
- 1921 : The Tempest (it)
- 1921 : Trapping the Wildcat
- 1921 : LaRue of Phantom Valley
- 1921 : The Sage-Brush Musketeers
- 1921 : Catching a Coon
- 1921 : The Sheriff of Mojave
- 1921 : The Fox
- 1921 : The American Badger
- 1921 : The Secret of Butte Ridge
- 1921 : The Wolver
- 1921 : The Civet Cat
- 1921 : Mother o' Dreams (en)
- 1921 : Lorraine of the Timberlands (en)
- 1921 : The Skunk
- 1921 : The Honor of Rameriz (en)
- 1921 : The Spirit of the Lake (en)
- 1921 : A Day in the Wilds
- 1921 : The Heart of Doreon
- 1921 : Trailing the Coyote
- 1922 : Dangerous Trails
- 1922 : Mysterious Tracks
- 1922 : The Opossum
- 1922 : It Is the Law
- 1922 : Seeing Red
- 1922 : Daring Dangers
- 1922 : Two Men
- 1922 : Ridin' Through
- 1922 : The Hour of Doom
- 1922 : A Guilty Cause
- 1922 : At Large
- 1922 : Come Clean
- 1922 : Riders of the Law (en)
- 1923 : The Forbidden Trail (en)
- 1923 : Galloping Thru (en)
- 1923 : Wolf Tracks (en)
- 1923 : Desert Rider (en)
- 1923 : Face to Face
- 1923 : The Wolf Trapper
- 1923 : What Love Will Do
- 1923 : No Tenderfoot
- 1923 : The Red Warning (en)
- 1924 : The Man from Wyoming (en)
- 1924 : The Phantom Horseman (en)
- 1924 : Wanted by the Law (en)
- 1924 : The Galloping Ace (en)
- 1924 : Behind Two Guns (en)
- 1924 : Yankee Speed (en)
- 1924 : In High Gear
- 1925 : Just Plain Folks
- 1925 : Riders of Mystery (en)
- 1925 : Moccasins
- 1925 : The Speed Demon (en)
- 1925 : Haut les poings (en) (The Battler)
- 1925 : Hidden Loot (en)
- 1925 : The Danger Zone
- 1926 : The Border Sheriff (en)
- 1926 : Daniel Boone Through the Wilderness (en)
- 1926 : Looking for Trouble (en)
- 1926 : The Fighting Doctor (en)
- 1926 : Davy Crockett at the Fall of the Alamo (en)
- 1927 : Sitting Bull at the Spirit Lake Massacre (en)
- 1927 : The Mojave Kid (en)
- 1928 : Lightning Speed (en)
- 1928 : Headin' for Danger (en)
- 1931 : Dugan of the Badlands
- 1931 : Son of the Plains (en)
- 1932 : Law of the West
- 1932 : Riders of the Desert (en)
- 1932 : The Man from Hell's Edges (en)
- 1932 : Son of Oklahoma (en)
- 1932 : Hidden Valley (en)
- 1932 : Texas Buddies (en)
- 1933 : Breed of the Border
- 1933 : The Gallant Fool (en)
- 1933 : Galloping Romeo (en)
- 1933 : Ranger's Code (en)
- 1933 : Les Cavaliers du destin (Riders of Destiny)
- 1934 : Le Texan chanceux (The Lucky Texan)
- 1934 : À l'ouest des montagnes (West of the Divide)
- 1934 : Panique à Yucca City (Blue Steel)
- 1934 : L'Homme de l'Utah (The Man from Utah)
- 1934 : Terreur dans la ville (The Star Packer)
- 1934 : Pirates modernes (en) (Happy Landing)
- 1934 : L'Héritage du chercheur d'or (The Trail Beyond)
- 1934 : Le Territoire sans loi (The Lawless Frontier)
- 1934 : Western Justice (en)
- 1935 : La Terreur du Texas (Texas Terror)
- 1935 : Kid Courageous
- 1935 : Big Calibre (en)
- 1935 : Rainbow Valley
- 1935 : Smokey Smith (en)
- 1935 : Tombstone Terror (en)
- 1935 : Le Cavalier de l'aube (The Dawn Rider)
- 1935 : Sundown Saunders (en)
- 1935 : Les Loups du désert (Westward Ho)
- 1935 : No Man's Range (en)
- 1935 : The Rider of the Law (en)
- 1935 : Between Men (en)
- 1935 : Lawless Range
- 1935 : Alias John Law (en)
- 1935 : The Courageous Avenger (en)
- 1935 : Trail of Terror (en)
- 1936 : Valley of the Lawless (en)
- 1936 : The Kid Ranger (en)
- 1936 : Last of the Warrens (en)
- 1936 : The Law Rides (en)
- 1936 : Brand of the Outlaws (en)
- 1936 : Cavalry (en)
- 1936 : Headin' for the Rio Grande (en)
- 1937 : The Gun Ranger (en)
- 1937 : Trouble in Texas
- 1937 : Hittin' the Trail (en)
- 1937 : The Trusted Outlaw (en)
- 1937 : Sing, Cowboy, Sing (en)
- 1937 : Riders of the Rockies (en)
- 1937 : Riders of the Dawn
- 1937 : God's Country and the Man (en)
- 1937 : Stars Over Arizona (en)
- 1937 : Where Trails Divide (en)
- 1937 : Danger Valley (en)
- 1937 : Romance of the Rockies (en)
- 1941 : Forbidden Trails (en)

### comme scénariste
- 1937 : Romance of the Rockies (en)
- 1919 : Jacques of the Silver North
- 1919 : The Last of His People
- 1920 : Into the Light
- 1920 : The Courage of Marge O'Doone
- 1921 : The Impostor
- 1923 : The Forbidden Trail (en)
- 1924 : Wanted by the Law (en)
- 1924 : Yankee Speed (en)
- 1924 : In High Gear
- 1925 : The Battler (en)
- 1926 : The Border Sheriff (en)
- 1928 : Lightning Speed (en)
- 1931 : Dugan of the Badlands
- 1932 : The Man from Hell's Edges (en)
- 1933 : Les Cavaliers du destin (Riders of Destiny)
- 1934 : Le Texan chanceux (The Lucky Texan)
- 1934 : À l'ouest des montagnes (West of the Divide)
- 1934 : Panique à Yucca City (Blue Steel)
- 1934 : Terreur dans la ville (The Star Packer)
- 1934 : Le Territoire sans loi (The Lawless Frontier)
- 1934 : Western Justice (en)
- 1935 : Kid Courageous
- 1935 : Big Calibre (en)
- 1935 : Smokey Smith (en)
- 1935 : Tombstone Terror (en)
- 1935 : Le Cavalier de l'aube (The Dawn Rider)
- 1935 : Sundown Saunders (en)
- 1935 : Alias John Law (en)
- 1936 : The Kid Ranger (en)
- 1936 : Last of the Warrens (en)
- 1950 : West of the Brazos (en)

### comme producteur
- 1928 : Orphan of the Sage de Louis King
- 1937 : Riders of the Dawn (en)
- 1937 : God's Country and the Man (en)
- 1937 : Stars Over Arizona (en)
- 1937 : Where Trails Divide (en)
- 1937 : Danger Valley (en)

### comme compositeur
- 1925 : North of Nome (en) de Bernard B. Ray  : Bruce McLaren

### comme acteur
- 1924 : Behind Two Guns (en) : Bit part

### comme monteur
- 1923 : The Forbidden Trail (en)